# بلک‌راک (پنسیلوانیا)
بلک‌راک (به انگلیسی: Blackrock) یک منطقهٔ مسکونی در ایالات متحده آمریکا است که در شهرستان یورک، پنسیلوانیا واقع شده‌است. بلک‌راک ۲۳۹٫۲۷ متر بالاتر از سطح دریا قرار دارد.